# Quận Dallas, Missouri
Quận Dallas là một quận thuộc tiểu bang Missouri, Hoa Kỳ. Theo điều tra dân số năm 2000 của Cục điều tra dân số Hoa Kỳ, quận có dân số 15.661 người 2. Quận lỵ đóng ở  Buffalo6

## Địa lý
Theo Cục điều tra dân số Hoa Kỳ, quận có tổng diện tích 543 dặm vuông Anh (1.406,4 km2), trong đó có 1 dặm vuông Anh (2,6 km2) là diện tích mặt nước.

### Xa lộ
- U.S. Route 65
- Route 32
- Route 64
- Route 73

### Quận giáp ranh
- Camden County  (north)
- Laclede County  (east)
- Webster County  (south)
- Greene County  (southwest)
- Polk County  (west)
- Hickory County  (northwest)

## Thông tin nhân khẩu
Theo điều tra dân số 2 năm 2000, quận đã có dân số 15.661 người, 6.030 hộ gia đình, và 4.383 gia đình sống trong quận hạt. Mật độ dân số là 29 người trên một dặm vuông (11/km ²). Có 6.914 đơn vị nhà ở với mật độ trung bình 13 trên một dặm vuông (5/km ²). Cơ cấu dân tộc của cư dân sinh sống ở quận này bao gồm 97,45% người da trắng, 0,12% da đen hay Mỹ gốc Phi, 0,76% người Mỹ bản xứ, 0,07% châu Á, Thái Bình Dương 0,03%, 0,20% từ các chủng tộc khác, và 1,37% từ hai hoặc nhiều chủng tộc. 0,94% dân số là người Hispanic hay Latino thuộc một chủng tộc nào. 3,57% phần trăm báo cáo nói tiếng Đức hoặc tiếng Đức Pennsylvania ở nhà. 2
Có 6.030 hộ, trong đó 32,90% có trẻ em dưới 18 tuổi sống chung với họ, 60,80% là đôi vợ chồng sống với nhau, 8,40% có một chủ hộ nữ và không có chồng, và 27,30% là không lập gia đình. 23,70% hộ gia đình đã được tạo ra từ các cá nhân và 11,60% có người sống một mình 65 tuổi hoặc cao tuổi hơn. Cỡ hộ trung bình là 2,57 và cỡ gia đình trung bình là 3,04.
Trong quận này cơ cấu độ tuổi dân cư bao gồm 27,50% dưới độ tuổi 18, 7,40% 18-24, 26,40% 25-44, 23,50% từ 45 đến 64, và 15,20% từ 65 tuổi trở lên. Độ tuổi trung bình là 38 năm. Đối với mỗi 100 nữ có 98,30 nam giới. Đối với mỗi 100 nữ 18 tuổi trở lên, đã có 95,70 nam giới.
Thu nhập trung bình cho một hộ gia đình trong đã đạt mức USD 27.346, và thu nhập trung bình cho một gia đình là USD 33.500. Phái nam có thu nhập trung bình USD 26.438 so với 17.569 USD của phái nữ. Thu nhập bình quân đầu người là 15.106 USD. Có 14,20% gia đình và 17,90% dân số sống dưới mức nghèo khổ, bao gồm 25,40% những người dưới 18 tuổi và 18,50% của những người 65 tuổi hoặc hơn.